# Léonard-Michel Texier-Mortegoute
Léonard-Michel Texier de Mortegoute, dit Texier-Mortegoute, né le 30 mars 1749 à Dun-le-Palestel, alors Dun-le-Palleteau (Creuse), mort le 14 septembre 1798 à Dun, est un homme politique français.

## Biographie
Fils de Michel Texier ou Tixier, un bourgeois, et de Marguerite Bazenerye, il est l'aîné de sept enfants. Marié le 26 avril 1773 à Naillat avec Marie Lemoyne, il a quatre enfants, deux fils et deux filles. Sa femme meurt le 15 avril 1780, huit jours après la naissance de leur quatrième enfant, une fille.
Marchand comme son père, il devient juge au bailliage de Dun le 22 novembre 1786, avant d'y être nommé juge de paix. Il est élu le 6 septembre 1792, le 7e et dernier, député de la Creuse à la Convention nationale, où il siège parmi les modérés et devient membre du comité de liquidation et examen de comptes et du comité de secours publics. Lors du procès de Louis XVI, il vote en faveur de l'appel au peuple, de la détention et du bannissement, à la paix. Le 9 frimaire an II, malade, il obtient un congé pour se soigner auprès de sa famille.
Il est réélu le 21 vendémiaire an IV, par 156 voix sur 218 votants, député de la Creuse au Conseil des Cinq-Cents, où il siège jusqu'en l'an VI. Après, il retourne définitivement à la vie privée.
Le 6 brumaire an IV (28 octobre 1795), il est nommé commissaire du canton de Dun, avant d'être élu, quelques mois plus tard, juge au tribunal civil de Guéret. Mais cette élection est cassée comme "inconstitutionnelle" par le ministre de la justice.
Atteint de rhumatismes, il fait une cure à Évaux-les-Bains en l'an V. Il meurt le 28 fructidor an VI à Dun.

## Sources
- Dictionnaire des députés français de 1789 à 1889, tome 5, p. 381 à 390
- Georges Vergeade, Monographie de la commune de Dun-le-Palestel (Creuse), chapitre X (dont une courte biographie p. 153-154)